# Vedran Ješe
Vedran Ješe (Banja Luka, 3. veljače 1981.) bivši je hrvatski nogometaš. 

## Klupska karijera
Karijeru je počeo u zagrebačkom HAŠK-u; u kadetskoj kategoriji prelazi u NK Zagreb. Za karijere u Zagrebu bio je na posudbama u zagrebačkim klubovima Posavini (kadeti i juniori) i Trnju (seniori). Igra na poziciji stopera ili braniča. U srpnju 2006. potpisao je za švicarski Thun, kamo je otišao iz Dinama. Nakon polusezone u Švicarskoj otišao je na posudbu u izraelski Bnei Yehuda. Igrao je još za Olimpik iz Sarajeva i NK Široki Brijeg.

## Reprezentativna karijera
Za Hrvatsku A nogometnu reprezentaciju ostvario je dva nastupa, oba u prijateljskim utakmicama (Hong Kong - Hrvatska, 0:4, 1. veljače 2006.; Hrvatska - Južna Koreja, 0:2, 29. siječnja 2006.).

## Vanjske poveznice
- Vedran Ješe na hnl-statistika.com